# (8839) Novichkova
(8839) Novichkova (1989 UB8) – planetoida z pasa głównego asteroid okrążająca Słońce w ciągu 5,48 lat w średniej odległości 3,11 au. Odkryta 24 października 1989 roku.